# Eublemmoides subangulata
Eublemmoides subangulata är en fjärilsart som beskrevs av George Francis Hampson 1902. Eublemmoides subangulata ingår i släktet Eublemmoides och familjen nattflyn. Inga underarter finns listade i Catalogue of Life.